# Murat I.
Murat I. (oko 1320. – 15. lipnja 1389.) bio je osmanski sultan.
Murat I. postaje sultan poslije smrti oca Orhana I. 1359. godine. Sa željom da dostigne očeve uspjehe odlučuje se na daljnje ratove protiv nemoćne žrtve – bizantskog cara, nesposobnog Ivana V. Tijekom svoje vladavine njegova vojska iznenađujuće lako 1362. godine osvaja važan bizantski grad Adrianopole čime je umiruće Carstvo prerezano na dva dijela i uskoro postaje turska vazalna država.
Ni druge balkanske države ne prolaze puno bolje tako da Murat I. osvaja Sofiju i Niš i pobjeđuje u bitci na rijeci Marici Marici. Najbolji dokaz tadašnje slabosti svih balkanskih državica bio je uspjeh križarskog pohoda grofa Amedea VI.

## Pogibija
Godine 1389. sultan Murat I. je poveo osmansku vojsku na novi pohod, u bitku na Kosovu polju. Bitka se odigrala 15. lipnja 1389., a u njoj je poginuo sultan Murat I.

## Obitelj
Supruge Murata I. bile su Gülçiçek („cvijet ruže”) i Kera Tamara. Naslijedio ga je sin Bajazid I., dok je Muratova kći bila Nefise.